# Grosssiedlung Siemensstadt

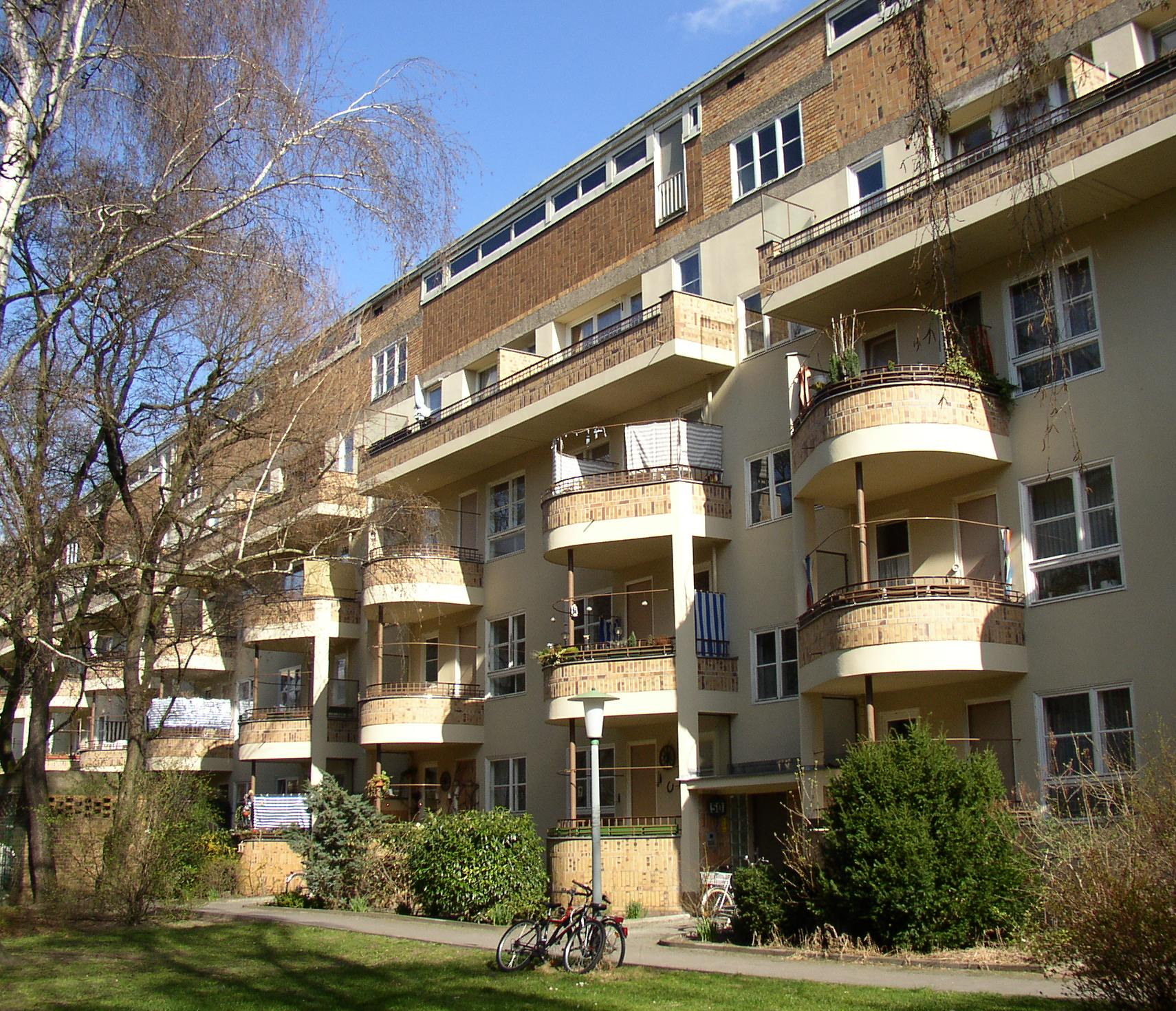
En byggnad på Goebelstraße ritad av Hugo Häring.

Großsiedlung Siemensstadt (även Ringsiedlung) är ett bostadsområde i stadsdelen Charlottenburg-Nord i Berlin (stadsdelsområdet Charlottenburg-Wilmersdorf). Området skapades 1929–1931 som en utvidgning av Siemensstadt. Områdets utveckling skedde under ledning av Martin Wagner med Hans Scharoun som ansvarig arkitekt. I projektet deltog bekanta arkitekter som Walter Gropius, Otto Bartning, Hugo Häring, Fred Forbat och Paul Rudolf Henning. De öppna ytorna skapades av Leberecht Migge. Området ingår sedan 2008 som en del i Berlins modernistiska bostadsområden (Siedlungen der Berliner Moderne) i Unescos världsarvslista. Området skapades som bostadsområde främst för arbetarna vid Siemensverken. Områdets gator och platser har fått sina namn till tekniker, uppfinnare och fysiker med anknytning till Siemens AG.
Det alternativa namnet Ringsiedlung fick området efter arkitekturföreningen Der Ring där arkitekterna som skapade husen var medlemmar.